# 布盧瓦利鎮區 (堪薩斯州波特瓦特米縣)
布盧瓦利鎮區（英語：Blue Valley Township）是位於美國堪薩斯州波特瓦特米縣的一個行政鎮區。

## 地方資料
布盧瓦利鎮區的面積為128.03平方千米，當中陸地面積為115.04平方千米，而水域面積為12.99平方千米。根據2010年美國人口普查的數據，當地共有人口343人，而人口密度為每平方千米2.68人。

## 外部連結
- US-Counties.com
- City-Data.com （页面存档备份，存于）